# Jeff Scott Soto
Jeff Scott Soto est un chanteur américain d'origine portoricaine, né le 4 novembre 1965 à Brooklyn, à New York, dans l'État de New York. Il a été le chanteur du groupe Talisman entre 1990 et la fin du groupe en 2007, celui de Yngwie Malmsteen sur ses deux premiers albums. Il a aussi remplacé le chanteur de Journey lors de leur tournée 2006-2007. Il a également chanté dans le groupe Takara et pour Axel Rudi Pell.

## Discographie
- 1984 : Rising Force avec Yngwie Malmsteen
- 1985 : Marching Out avec Yngwie Malmsteen
- 1990 : Eyes avec Eyes
- 1996 : Inspiration avec Yngwie Malmsteen
- 1998 : Truth avec Talisman
- 2002 : Live at the Sweden Rock Festival avec Talisman
- 2002 : Ignorance avec Red List
- 2002 : Humanimal avec Humanimal
- 2002 : Holding on, EP
- 2002 : Prism
- 2002 : Live at the Gods
- 2003 : Cats and Dogs avec Talisman
- 2003 : Live at the Queen Convention
- 2004 : Believe in Me
- 2004 : Lost in the Translation
- 2005 : Five Men Live avec Talisman
- 2005 : Worldplay avec Soul SirkUs
- 2007 : 7 avec Talisman
- 2008 : Essential Ballads
- 2008 : Beautiful Mess
- 2009 : S/T avec W.E.T.
- 2009 : One Night in Madrid, live
- 2012 : Damage Control
- 2017 : Retribution
- 2017 : Psychotic Symphony avec Sons of Apollo
- 2020 : MMXX avec Sons of Apollo